# Juvenal Amarijo
Juvenal Amarijo (Santa Vitória do Palmar, 27 november 1923 - Salvador, 30 oktober 2009) was een Braziliaans voetballer. Beschouwd als een van de beste verdedigers aller tijden. Hij stond bekend om zijn man-markering, uithoudingsvermogen, tackelen en hij viel op door zijn leiderschap. Hij bezat ook een van de krachtigste trappen op het veld. In de positie van verdediger onthulde hij kwaliteiten die de verwachtingen van de coaches die hem zagen spelen, ver te boven gingen.

## Biografie

### Clubcarrière
Juvenal maakte zijn volwassen voetbaldebuut in 1940 bij Cruzeiro , waar hij negen seizoenen doorbracht tot 1949. Hij won vijf keer de Brasileira División in 1941, 1943, 1944, 1946, 1948 en verdedigde de kleuren van het team. Met zijn spel voor het team trok hij de aandacht van de technische staf van de club "Flamengo", waar hij in 1949 lid van werd. De volgende twee seizoenen van zijn spelerscarrière speelde hij voor het team uit Rio de Janeiro. Het grootste deel van zijn tijd bij Flamengo was hij een belangrijke speler in de verdediging van het team en hij werd zeer geprezen om zijn leiderschap, het markeren van tegenstanders en een balwinnaar. Met Bigode vormde hij een formidabel verdedigend duo dat werd beschouwd als een van de beste verdedigingen ooit. In 1951 tekende hij een contract bij de club Palmeiras, waarin hij de volgende drie jaar van zijn carrière als speler doorbracht. Als speler van Palmeiras speelde hij ook vooral voor het hoofdteam. Van 1954 tot 1958 verdedigde hij de kleuren van de Bahia-club en beëindigde zijn professionele spelerscarrière bij de Ipiranga (Bahia) club, waarvoor hij van 1958 tot 1960 speelde.

### Internationale carrière
Hij maakte zijn debuut op 17 mei 1944 tegen Chili met een 2-1 overwinning voor het Braziliaanse nationale team. Ondanks dat hij werd weggelaten voor twee Copa América-toernooien in 1945 en 1946, werd hij geselecteerd om voor de Copa América te spelen in 1949 toen Brazilië het toernooi voor de derde keer won. Tijdens zijn carrière in het nationale team, die zes jaar duurde, speelde hij 22 wedstrijden en scoorde één keer. Hij was de belangrijkste verdediger van het Braziliaanse nationale team tijdens zijn thuis wereldkampioenschap in 1950 en nam deel aan alle wedstrijden van het team in het toernooi. In het bijzonder nam hij deel aan de beslissende wedstrijd tegen het nationale team van Uruguay, waarin de wereldkampioen werd bepaald en waarin de Brazilianen als favoriet werden beschouwd, maar onverwachts met 2-1 verloren en zilveren medailles ontvingen. Hij kreeg samen met Barbosa en Bigode de schuld van de nederlaag en hij trok zich terug uit de Selecão, hoewel zijn prestatie ertoe leidde dat hij werd opgenomen in het "Team van het Toernooi".

### Dood
Hij overleed in 2009 door respiratoire insufficiëntie.